# Хомякова (деревня)
Хомякова — деревня в Болховском районе Орловской области. Входит в состав Багриновского сельского поселения.
Расположена примерно в 5 км к северу от села Фатнево.

## Население
| 2010 |
| ---- |
| 32   |